# Paul von Strobach
Paul von Strobach (* 9. März 1776 in Bezno (Böhmen); † 14. Oktober 1854 in Wien) war Bautechniker und Beamter.

## Leben
Paul Strobach, der Sohn eines Maurermeisters, besuchte die tschechische Schule in Bezno und war Singknabe im Dominikanerkloster in Jablonné v Podještědí. Ein Studium war aus finanziellen Gründen nicht möglich und so erlernte er bei seinem Vater das Maurerhandwerk. Im Selbststudium und in Praktika bei verschiedenen Baumeistern eignete er sich auch ingenieurmäßiges Wissen an.
Im Jahr 1795 trat er in den Staatsdienst ein, wo er, in der Straßenbaudirektion in Prag anfangs unentgeltlich arbeitend, langsam aufstieg. Im Jahr 1818 wurde er zweiter und 1821 erster Adjunkt, bevor er 1823 Straßenbaudirektor und 1832 Oberdirektor wurde und die Leitung der Baudirektion für Böhmen übernahm. Zu seinen Verdiensten zählt der quantitative und qualitative Ausbau des böhmischen Straßennetzes. Auch die zahlreichen hölzernen Brücken wurden durch steinerne ersetzt. Auch war er der Erbauer zahlreicher Kettenbrücken wie der Brücke in Žatec na Moravě, die die erste befahrbare Kettenbrücke auf europäischem Festland darstellt. Weitere Brücken stellen die Inundationsbrücken in Laun, in Karlsbad oder in Beraun dar.
Er förderte auch die Schiffbarmachung von Elbe und Moldau. In Prag wurde der Stadtteil Karolinenthal nach seinen Plänen errichtet.
Neben anderen Auszeichnungen wurde Strobach 1843 mit dem Prädikat Edler von nobilitiert.
Nach seiner Pensionierung ließ er sich in Wien nieder, wo er in der Buchfeldgasse 1854 starb.